# Kur (Tunguska)
Die Kur (russisch Кур) ist der linke Quellfluss des Amur-Nebenflusses Tunguska in der Region Chabarowsk im Fernen Osten Russlands.
Der 434 km lange Fluss hat seinen Ursprung im Mjaotschangebirge westlich von Komsomolsk am Amur.
Von dort fließt er in südwestlicher Richtung. Schließlich vereinigt er sich an der Grenze zur Jüdischen Autonomen Oblast mit dem Fluss Urmi zur Tunguska. Die Kur entwässert ein Gebiet mit einer Fläche von 13700 km². Im Sommer tritt der Fluss bei Hochwasser über seine Ufer.